# Barbaraella mainae
Barbaraella mainae är en spindeldjursart som beskrevs av Harvey 1995. Barbaraella mainae ingår i släktet Barbaraella och familjen blindklokrypare. Inga underarter finns listade.